# Murovane, Starîi Sambir
Murovane (în ucraineană Муроване) este localitatea de reședință a comunei Murovane din raionul Starîi Sambir, regiunea Liov, Ucraina.

## Demografie
Componența lingvistică a localității Murovane
     Ucraineană (99,85%)
Conform recensământului din 2001, majoritatea populației localității Murovane era vorbitoare de ucraineană (99,85%), existând în minoritate și vorbitori de alte limbi.